# Volver (película de 2006)
Volver es una película española de drama y comedia de 2006 escrita y dirigida por Pedro Almodóvar. Está interpretada por Penélope Cruz, Carmen Maura, Lola Dueñas, Blanca Portillo, Yohana Cobo y Chus Lampreave. La trama gira en torno a una excéntrica familia de mujeres, oriundas de un pueblo manchego azotado por el viento solano. Raimunda, una mujer de clase trabajadora obligada a hacer todo lo posible para proteger a su hija Paula, de 14 años. Para rematar la crisis familiar, su madre Irene regresa de entre los muertos para atar los cabos sueltos.
El largometraje empezó su rodaje el 11 de junio de 2005 y terminó en octubre del mismo año. Se estrenó en Puertollano el 10 de marzo de 2006. Posteriormente se presentó en la sección oficial del Festival de Cine de Cannes, donde obtuvo el premio al mejor guion y el de mejor interpretación femenina para el conjunto de sus protagonistas. La película fue galardonada con más de 40 premios internacionales, entre ellos cinco Premios del Cine Europeo y cinco Premios Goya. Penélope Cruz fue nominada al Óscar a la mejor actriz.

## Argumento
Según las propias palabras de Almodóvar, la película nos habla de «tres generaciones de mujeres [que] sobreviven al viento solano, al fuego, a la locura, a la superstición e incluso a la muerte a base de bondad, mentiras y una vitalidad sin límites».
«Ellas son Raimunda (Penélope Cruz), casada con un obrero en paro y una hija adolescente (Yohana Cobo); Sole (Lola Dueñas), su hermana, que se gana la vida como peluquera, y la madre de ambas (Carmen Maura), muerta en un incendio, junto a su marido. Este personaje se aparece primero a su hermana (Chus Lampreave) y después a Sole, aunque con quien dejó importantes asuntos pendientes fue con Raimunda y con su vecina del pueblo, Agustina (Blanca Portillo)».
«Volver no es una comedia surrealista, aunque en ocasiones lo parezca. Vivos y muertos conviven sin estridencias, provocando situaciones hilarantes o de una emoción intensa y genuina. Es una película sobre la cultura de la muerte en mi Mancha natal. Mis paisanos la viven con una naturalidad admirable. El modo en que los muertos continúan presentes en sus vidas, la riqueza y humanidad de sus ritos hace que los muertos no mueran nunca. Volver destruye los tópicos de la España negra y propone una España tan real como opuesta. Una España blanca, espontánea, divertida, intrépida, solidaria y justa».

## Reparto
- Penélope Cruz - Raimunda
- Carmen Maura - Irene
- Lola Dueñas - Sole
- Blanca Portillo - Agustina
- Yohana Cobo - Paula
- Chus Lampreave - Tía Paula
- Antonio de la Torre - Paco
- Carlos Blanco - Emilio
- María Isabel Díaz Lago - Regina
- Neus Sanz - Inés
- Leandro Rivera - Auxiliar de producción
- Pepa Aniorte - Vecina
- Yolanda Ramos - Presentadora de televisión y hermana de Agustina
- Elvira Cuadrupani - Vecina
- María Alfonsa Rosso - Vecina
- Fanny de Castro - Vecina
- Eli Iranzo - Vecina
- Magdalena Brotto - Vecina
- Isabel Ayúcar - Vecina
- Concha Galán - Vecina
- Mari Franç Torres - Vecina
- Natalia Roig - Vecina

## Producción y rodaje
La película se rueda en diversos lugares de España en la comunidad de Castilla-La Mancha y Madrid. Algunas de las escenas filmadas se sitúan en el barrio madrileño de Vallecas y en Almagro.

## Comentarios
El estreno mundial se produjo en Puertollano (Ciudad Real) el 10 de marzo de 2006. El estreno oficial fue el 16 de marzo de 2006 en el Palacio de la Música de la Gran Vía madrileña. Giorgio Armani patrocinó el evento.
En Volver, se produce el reencuentro con su «musa» por excelencia, Carmen Maura, la cual encarna el papel de una «abuela fantasma». En su anterior film, La mala educación, aparece a modo de guiño-pista el cartel de una supuesta película que el personaje de Enrique Goded habría rodado: La abuela fantasma. Además, en el despacho del director de las oficinas de «El Azar S.A.», aparece el cartel de otra de las películas de Goded (Fele Martínez), el cual muestra, en la parte inferior izquierda, el nombre de la principal protagonista: Carmen Maura. Todos estos guiños, daban muchas pistas del encuentro que se llevaría a cabo en la próxima película almodovariana, Volver. Ya en La flor de mi secreto Amanda Gris escribe un libro, que su editorial rechaza por ser demasiado negro, en el que una mujer esconde el cadáver de su marido en un arcón congelador.
Volver rinde homenaje al perseverante y asfixiante luto que incitó al director manchego a plasmar un universo de color cuyas raíces están íntimamente ligadas al movimiento Pop Art promovido por Andy Warhol. Sobreexponer la cotidianeidad de personajes marginados y desplazados a causa de las fuertes estructuras de poder de la sociedad, es una de las características que, en esencia, resume el éxtasis que Pedro Almodóvar trasmite a través de sus personajes.
Almodóvar dirige Volver de manera más fluida que nunca. Notamos su esencia en cada uno de los planos del film: reflejos en autobuses, tricolor en la entrada del bar, primerísimos primeros planos escalofriantes (papel de cocina empapándose de sangre). Almodóvar vuelve a un aspecto ya homenajeado en Todo sobre mi madre: mujeres al borde del abismo cuyas mejores armas son las mentiras y las estrategias que usan para ocultar (Volver es una película en la que se oculta mucho); de hecho, todas las actrices ocultan, en un momento u otro, convirtiéndose, de esta manera, en excelentísimas actrices víctimas de la cotidianeidad social en la cual se encuentran sumergidas. Además, la soledad (elemento clave en Hable con ella) se convierte en un «fantasma» que sobrevuela la película de una manera muy sutil pero profunda. Frases como «Estoy sola, como siempre», «imagino las soledades que habrás pasado», «no me hagas llorar, que los fantasmas no lloran» dejan constancia de un sello almodovariano por excelencia. Capaz de mostrar un supuesto fantasma de manera cómica pero envuelto en un contexto dramático, es una habilidad cinematográfica que Almodóvar aborda mejor que nadie. Lágrimas, sonrisas, carcajadas, fantasmas, rusas, peluqueras, clientas marujas, besos y rituales manchegos, acoso sexual, porros, prostituta, televisión basura, mentiras, cuentas pendientes, soledad, muertes, nacimientos, joyas de plástico, estampados floreados y una infinidad de vueltas, son los elementos que fluyen, de manera totalmente libre y diluida, por cada uno de los minutos de metraje de Volver.
Hace una crítica a los programas de televisión que denominan telebasura, es un homenaje y referencia a Bellissima (Bellísima) de Luchino Visconti e incluso el aspecto de Penélope Cruz es idéntico al de Anna Magnani en Bellissima. Así como Magnani lleva su hija a un concurso de talento, en Volver la hermana de Agustina (Yolanda Ramos) convence a Agustina (Blanca Portillo)de ir a un plató para exponer su situación a cambio de dinero. Los personajes tienen el acento de La Mancha y en su mayoría son mujeres.
El tango de Carlos Gardel «Volver», con letra de Alfredo Le Pera, es convertido en flamenco y es cantado en la película con la voz de Estrella Morente, mientras Penélope Cruz hace sincronía de labios. Esa misma canción aparece en el disco Mujeres (2006) de Morente.

## Recepción
La cinta obtiene valoraciones muy positivas en los portales de información cinematográfica y entre la crítica profesional. En IMDb con 101 841 valoraciones registradas obtiene una puntuación de 7,6 sobre 10. En FilmAffinity está incluida en la lista "Mejores películas españolas de la historia" (85.ª posición) y con 70 863 votos obtiene una puntuación de 7,1 sobre 10. En el agregador de críticas Rotten Tomatoes, además de destacar el consenso crítico de que "reúne al director Pedro Almodóvar y a la estrella Penélope Cruz en la cima de sus respectivos poderes, al servicio de una película en capas que invita a la reflexión", reseña que tiene una calificación de "fresco" para el 91% de las 173 críticas profesionales recogidas y para el 89% de las más de 50 000 puntuaciones recogidas entre los usuarios del portal.

## Premios y nominaciones
| Premio/Festival         | Ceremonia              | Categoría                           | Nominados                                                                         | Resultado | Ref.          |
| ----------------------- | ---------------------- | ----------------------------------- | --------------------------------------------------------------------------------- | --------- | ------------- |
| Premios BAFTA           | 11 de febrero de 2007  | Mejor película en habla no inglesa  | Volver                                                                            | Nominada  | [ 10 ]        |
| Premios BAFTA           | 11 de febrero de 2007  | Mejor actriz                        | Penélope Cruz                                                                     | Nominada  | [ 10 ]        |
| Festival de Cannes      | 28 de mayo de 2006     | Palma de Oro                        | Volver                                                                            | Nominada  | [ 11 ]        |
| Festival de Cannes      | 28 de mayo de 2006     | Mejor interpretación femenina       | Penélope Cruz Carmen Maura Blanca Portillo Lola Dueñas Chus Lampreave Yohana Cobo | Ganadoras | [ 11 ]        |
| Festival de Cannes      | 28 de mayo de 2006     | Mejor guion                         | Pedro Almodóvar                                                                   | Ganador   | [ 11 ]        |
| Premios César           | 24 de febrero de 2007  | Mejor película extranjera           | Volver                                                                            | Nominada  | [ 12 ]        |
| Premio del Cine Europeo | 2 de diciembre de 2006 | Mejor película europea              | Volver                                                                            | Nominada  | [ 13 ]        |
| Premio del Cine Europeo | 2 de diciembre de 2006 | Premio del público                  | Volver                                                                            | Ganadora  | [ 13 ]        |
| Premio del Cine Europeo | 2 de diciembre de 2006 | Mejor director                      | Pedro Almodóvar                                                                   | Ganador   | [ 13 ]        |
| Premio del Cine Europeo | 2 de diciembre de 2006 | Mejor actriz                        | Penélope Cruz                                                                     | Ganadora  | [ 13 ]        |
| Premio del Cine Europeo | 2 de diciembre de 2006 | Mejor guionista europeo             | Pedro Almodóvar                                                                   | Nominado  | [ 13 ]        |
| Premio del Cine Europeo | 2 de diciembre de 2006 | Mejor compositor europeo            | Alberto Iglesias                                                                  | Ganador   | [ 13 ]        |
| Premio del Cine Europeo | 2 de diciembre de 2006 | Mejor director de fotografía        | José Luis Alcaine                                                                 | Ganador   | [ 13 ]        |
| Premios CEC             | 19 de enero de 2007    | Mejor película                      | Volver                                                                            | Ganadora  | [ 14 ]        |
| Premios CEC             | 19 de enero de 2007    | Mejor director                      | Pedro Almodóvar                                                                   | Ganador   | [ 14 ]        |
| Premios CEC             | 19 de enero de 2007    | Mejor actriz                        | Penélope Cruz                                                                     | Ganadora  | [ 14 ]        |
| Premios CEC             | 19 de enero de 2007    | Mejor actriz secundaria             | Carmen Maura                                                                      | Ganadora  | [ 14 ]        |
| Premios CEC             | 19 de enero de 2007    | Mejor actriz secundaria             | Lola Dueñas                                                                       | Nominada  | [ 14 ]        |
| Premios CEC             | 19 de enero de 2007    | Mejor actriz secundaria             | Blanca Portillo                                                                   | Nominada  | [ 14 ]        |
| Premios CEC             | 19 de enero de 2007    | Mejor guion original                | Pedro Almodóvar                                                                   | Ganador   | [ 14 ]        |
| Premios CEC             | 19 de enero de 2007    | Mejor música                        | Alberto Iglesias                                                                  | Ganador   | [ 14 ]        |
| Premios CEC             | 19 de enero de 2007    | Mejor fotografía                    | José Luis Alcaine                                                                 | Nominado  | [ 14 ]        |
| Premios Cóndor de Plata | 3 de julio de 2007     | Mejor película iberoamericana       | Volver                                                                            | Ganadora  | [ 15 ]        |
| Premios Globo de Oro    | 15 de enero de 2007    | Mejor película en lengua no inglesa | Volver                                                                            | Nominada  | [ 16 ]        |
| Premios Globo de Oro    | 15 de enero de 2007    | Mejor actriz - Drama                | Penélope Cruz                                                                     | Nominada  | [ 16 ]        |
| Premios Goya            | 28 de enero de 2007    |                                     |                                                                                   |           |               |
| Premios Goya            | 28 de enero de 2007    | Mejor película                      | Volver                                                                            | Ganadora  | [ 17 ] [ 18 ] |
| Premios Goya            | 28 de enero de 2007    | Mejor director                      | Pedro Almodóvar                                                                   | Ganador   | [ 17 ] [ 18 ] |
| Premios Goya            | 28 de enero de 2007    | Mejor actriz                        | Penélope Cruz                                                                     | Ganadora  | [ 17 ] [ 18 ] |
| Premios Goya            | 28 de enero de 2007    | Mejor actriz de reparto             | Carmen Maura                                                                      | Ganadora  | [ 17 ] [ 18 ] |
| Premios Goya            | 28 de enero de 2007    | Mejor actriz de reparto             | Lola Dueñas                                                                       | Nominada  | [ 17 ] [ 18 ] |
| Premios Goya            | 28 de enero de 2007    | Mejor actriz de reparto             | Blanca Portillo                                                                   | Nominada  | [ 17 ] [ 18 ] |
| Premios Goya            | 28 de enero de 2007    | Mejor guion original                | Pedro Almodóvar                                                                   | Nominado  | [ 17 ] [ 18 ] |
| Premios Goya            | 28 de enero de 2007    | Mejor dirección de producción       | Toni Novella                                                                      | Nominado  | [ 17 ] [ 18 ] |
| Premios Goya            | 28 de enero de 2007    | Mejor música original               | Alberto Iglesias                                                                  | Ganador   | [ 17 ] [ 18 ] |
| Premios Goya            | 28 de enero de 2007    | Mejor dirección artística           | Salvador Parra                                                                    | Nominado  | [ 17 ] [ 18 ] |
| Premios Goya            | 28 de enero de 2007    | Mejor diseño de vestuario           | Gina Daigeler                                                                     | Nominada  | [ 17 ] [ 18 ] |
| Premios Goya            | 28 de enero de 2007    | Mejor fotografía                    | José Luis Alcaine                                                                 | Nominado  | [ 17 ] [ 18 ] |
| Premios Goya            | 28 de enero de 2007    | Mejor diseño de vestuario           | Ana Lozano Massimo Gattabrusi                                                     | Nominados | [ 17 ] [ 18 ] |
| Premios Goya            | 28 de enero de 2007    | Mejor sonido                        | Miguel Rejas                                                                      | Nominado  | [ 17 ] [ 18 ] |
| Festival de Hollywood   | 24 de octubre de 2006  | Mejor actriz                        | Penélope Cruz                                                                     | Ganadora  | [ 19 ]        |
| Premios Óscar           | 25 de febrero de 2007  | Mejor actriz                        | Penélope Cruz                                                                     | Nominada  | [ 20 ]        |
| Premios SAG             | 28 de enero de 2007    | Mejor actriz                        | Penélope Cruz                                                                     | Nominada  | [ 21 ]        |
| Festival de Valdivia    | 30 de agosto de 2006   | Premio del Público                  | Volver                                                                            | Ganadora  | [ 22 ]        |
| Festival de Valdivia    | 30 de agosto de 2006   | Premio especial del Jurado          | Pedro Almodovar                                                                   | Ganador   | [ 22 ]        |

### Otros premios[23][24][25][26][27][28][29][30][31][32]
| Premios                                               | Categoría                                     | Resultado |
| ----------------------------------------------------- | --------------------------------------------- | --------- |
| Festival Internacional de Cine de San Sebastián       | Premio FIPRESCI                               | Ganadora  |
| National Board of Review                              | Mejor Película Extranjera                     | Ganadora  |
| Premios Satellite                                     | Mejor Película de Habla No Inglesa            | Ganadora  |
| Asociación de Cronistas de Espectáculos de Nueva York | Mejor Director-Pedro Almodóvar                | Ganador   |
| Asociación de Cronistas de Espectáculos de Nueva York | Mejor Actriz Principal-Penélope Cruz          | Ganadora  |
| Asociación de Cronistas de Espectáculos de Nueva York | Mejor Actriz Secundaria-Carmen Maura          | Ganadora  |
| Fotogramas de Plata                                   | Mejor Película Española                       | Ganadora  |
| Fotogramas de Plata                                   | Mejor Actriz de Cine-Penélope Cruz            | Ganadora  |
| Premios de la Unión de Actores                        | Mejor Actriz Protagonista – Penélope Cruz     | Ganadora  |
| Premios de la Unión de Actores                        | Mejor Actriz Secundaria-Blanca Portillo       | Ganadora  |
| Premios de la Unión de Actores                        | Mejor Actriz de Reparto-Chus Lampreave        | Ganadora  |
| Asociación de Críticos de Los Ángeles                 | Mejor Actriz (segundo premio) – Penélope Cruz | Ganadora  |
| Globos de Oro de la Prensa Italiana                   | Mejor Película Europea                        | Ganadora  |
| Globos de Oro de la Prensa Italiana                   | Mejor Distribución                            | Ganadora  |
| Chlotrudis Awards                                     | Mejor Actriz de reparto – Carmen Maura        | Ganadora  |
| Premios Terenci Moix                                  | Mejor Trabajo Cinematográfico                 | Ganadora  |